# 旅の終りは個室寝台車
『旅の終りは個室寝台車』（たびのおわりはこしつしんだいしゃ）は、紀行作家宮脇俊三の著した鉄道紀行文である。1984年新潮社より単行本刊行。

## 作品概要
宮脇と、クルマ派で鉄道に興味のない『小説新潮』の編集者、藍孝夫との鉄道旅の模様が描かれている。本作に収録された旅のうち、“東京-大阪・国鉄のない旅”以外は、宮脇がかねてから乗りたかった列車、あるいは念願のコースによる旅である。本作は『小説新潮』に、1982年1月号から1984年7月号にかけて掲載された。

## 構成

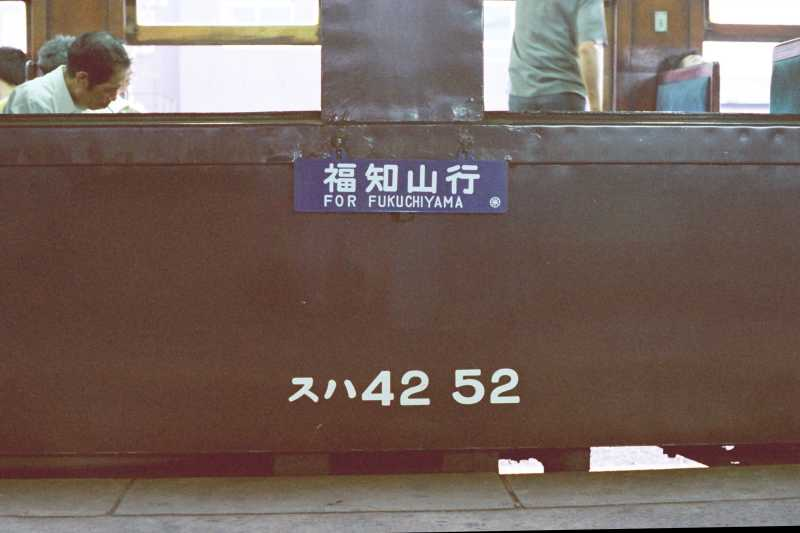
山陽本線下関駅に停車中の824列車。

- 山陽本線下関駅に停車中の824列車。にっぽん最長鈍行列車の旅
当時最長の普通列車だった、山陰本線の824列車（門司→福知山）の乗車記録。
- 東京-大阪・国鉄のない旅
その名の通り、国鉄を使わず私鉄と路線バスのみで1日で大阪を目指した。
- 飯田線・天竜下りは各駅停車
藍をウンザリさせようという宮脇の発案による、飯田線各駅停車6時間の列車完乗記録。
- 東京-札幌・孤独な二人旅
東北新幹線の開業により、飛行機を使わずにその日のうちに東京から札幌へ着けるようになった旅を実践
- 乗りつぎ乗りかえ流氷の海
「東京-札幌・孤独な二人旅」の続編。札幌からオホーツク海を目指す鉄道旅。
- 紀伊半島一周ぜいたく寝台車
紀勢本線で運転されていた夜行普通列車「はやたま」の乗車記録。
- 青森-大阪・特急「白鳥」七変化
宮脇自身も未経験だった昼行最長特急「白鳥」の完全乗車記録
- 雪を見るなら飯山・只見線
豪雪による足止めをむしろ期待しての、日本きっての豪雪地帯2路線を東京発着の日帰りで乗る旅
- 九州行・一直線は乗りものづくし
中央構造線に沿って、鉄道・路線バス・フェリー・タクシーを駆使して四国経由で九州を目指す旅。
- 旅の終りは個室寝台車
上記の「九州行・一直線は乗りものづくし」の続編。

## 書誌情報
- 新潮社 1984年10月　ISBN 9784103335030
- 新潮文庫 1987年6月　ISBN 9784101268057
- 河出文庫 2010年3月　ISBN 9784309410081